# DSpace
A DSpace egy nyílt forrású szoftvercsomag, amely biztosítja a digitális és digitalizált adatok kezelését. Gyakran alkalmazzák intézményi adattárnak is.
Sokféle adatot támogat, köztük könyvek, szakdolgozatok, 3D-ben digitalizált tárgyak, fényképek, filmek, videók, kutatási adatokat, készletek és egyéb adatok tárolását. Az adatok tételenként vannak rendezve, amelyeket bitfolyamok gyűjtenek egybe.
DSpace legfőbb célja, hogy platformul szolgáljon a digitalizált adatok tárolására. A 2002-es kiadását megelőzően, mint a HP-MIT Szövetség terméke, világszerte több mint 240 intézményben használták: nagy egyetemeken, kis főiskolákban, kulturális szervezetekben és kutatóközpontokban. 2002-ben kiadták BSD licenc alatt, amely lehetővé tette a felhasználók számára, hogy igényeiknek megfelelően testre szabhassák vagy kiegészítsék a szoftvert.

## Története
A DSpace első verzióját 2002 novemberében adták ki, Cambridge-ben, Massachusetts államban, a Massachusetts Institute of Technology (MIT) és a HP Labs fejlesztőinek közös munkájaként. 2004 márciusában került sor az első DSpace User Group Meetingre (DSUG), ahol megvitatták a platform további fejlesztését. Megalakult a DSpace Szövetség az érdekelt intézmények csoportjából, míg a DSpace fejlesztői csoport (lásd a közösségi fejlesztési modell alább) nem sokkal azután jött létre, öt fejlesztőből a HP Labs, az MIT, Online Computer Library Center, Cambridge-i Egyetem és a Edinburgh-i Egyetem képviseletében. Később további két intézmény, az Ausztrál Nemzeti Egyetem és a texasi A&M Egyetem is csatlakozott a csoporthoz. A DSpace 1.3-as változata, 2005-ben lett kiadva, és evvel egy időben megrendezték a második DSpace User Group Meeting-et a Cambridge-i Egyetemen. Ezt követően a fejlesztők további két kisebb  megbeszélést tartottak, az elsőt, 2006. január-februárban Sydneyben, a másodikat 2006 áprilisában Bergenben, Norvégiában. 2008 márciusában a DSpace közösségi kiadta a DSpace 1.5-ös változatát. A DSpace 1.6-os 2010 márciusában jelent meg.

## DSpace Alapítvány
2007. július 17-én a HP és a MIT közösen bejelentette, hogy megalakult a DSpace Alapítvány, az a nonprofit szervezet, amely irányítja és támogatja a DSpace közösséget.

## Közösségi fejlesztési modell
A DSpace közösség az Apache Alapítvány közösségi fejlesztési modellje alapján igyekezett kiépíteni saját struktúráját. Ez áll egy felhasználói bázisból, amelyen belül megtalálhatóak  a fejlesztők, akik közül néhányan a alkotják a közösség fejlesztési magját. A közösség technológiai fejlesztési hátterét a SourceForge látja el, és számos levelezőlista áll rendelkezésre a technikai kérdések és a fejlesztés megvitatására, valamint egy általános lista a nem szakmai közösség tagjai számára.

## Alkalmazott technológiák
DSpace Javában és JSP-ben van írva, a Java Servlet API felhasználásával. A platform adatbázis hátterét a PostgreSQL vagy Oracle látja el. Az információk elsősorban webes felületen keresztül érhetőek el, de a DSpace támogatja a OAI-PMH v2.0, és az adatokat METS (Metadata Encoding and Transmission Standard) csomagokba tudja exportálni.

## Magyar DSpace alapú archívumok
- OSZK Pannon Digitális Egyesített Archívum (PANDEA)
- Debreceni Egyetem elektronikus Archívum (DEA)
- BME Műegyetemi Digitális Archívum (BME MDA)
- ELTE Digitális Intézményi Tudástár (EDIT)
- Pécsi Egyetemi Archívum (PEA)
- Oktatási Hivatal Digitális Tankönyvtár (DTK)
- MTA KRTK RKI (elektra) Archiválva 2020. február 3-i dátummal a Wayback Machine-ben
- Állatorvostudományi Egyetem - Hungarian Veterinary Archive (HUVETA)

## Külső hivatkozások
- Hivatalos weblap
- DSpace Wiki
- DSpace a MIT oldalán
- DSpace-t használó intézmények

1. ↑  Release 8.1, 2025. február 7. (Hozzáférés: 2025. február 22.)